# Zenopontonia
Zenopontonia is een geslacht van kreeftachtigen uit de klasse van de Malacostraca (hogere kreeftachtigen).

## Soorten
- Zenopontonia noverca (Kemp, 1922)
- Zenopontonia rex (Kemp, 1922)
- Zenopontonia soror (Nobili, 1904)